# Ryanair
Ryanair – irlandzkie tanie linie lotnicze (największe w Europie i jedne z największych na świecie) z siedzibą w Dublinie. Flota Ryanair liczy 324 samoloty typu Boeing 737-800 oraz Boeing 737 MAX 8-200.

## Historia

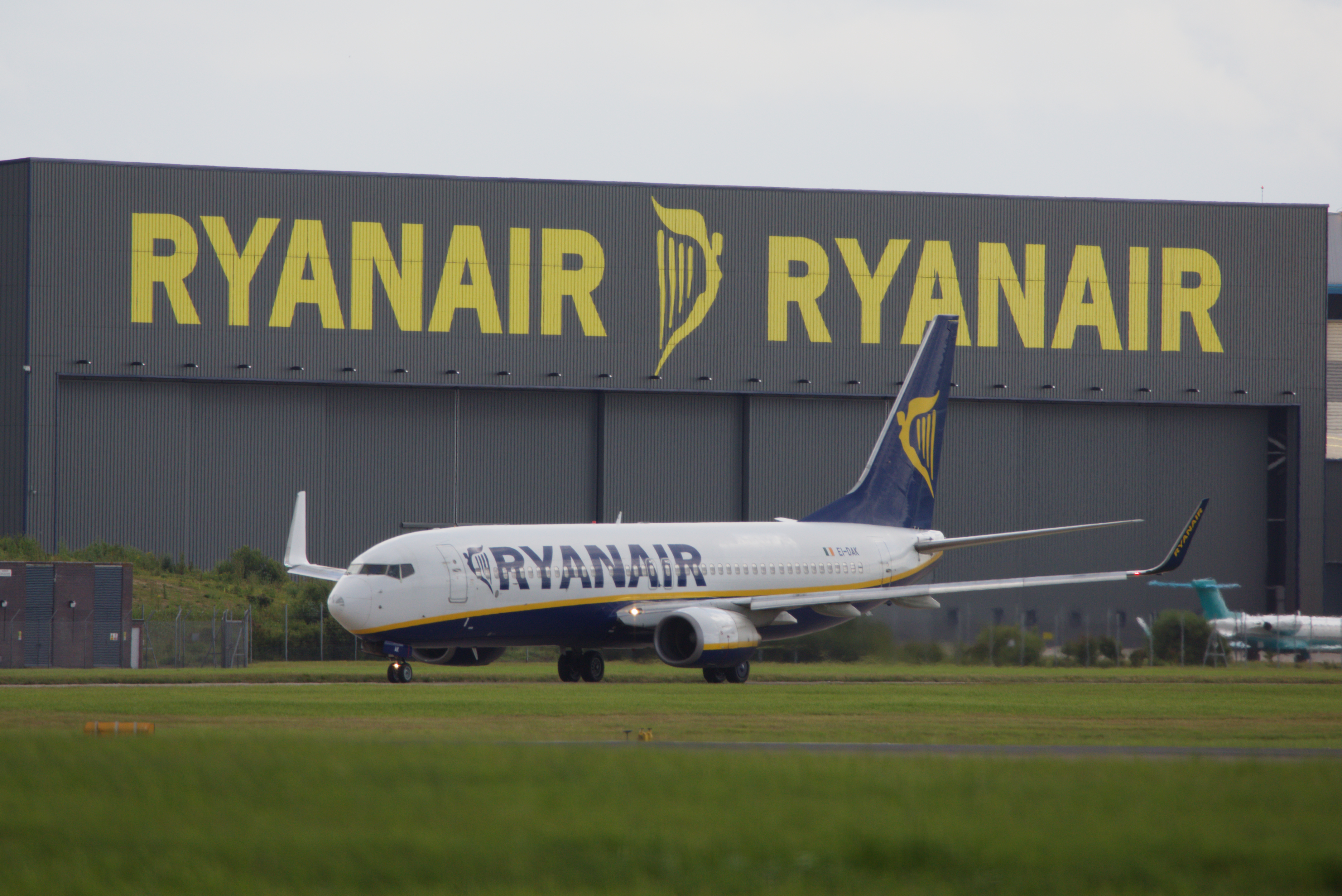
Hangary serwisowe Ryanair na lotnisku Londyn-Stansted

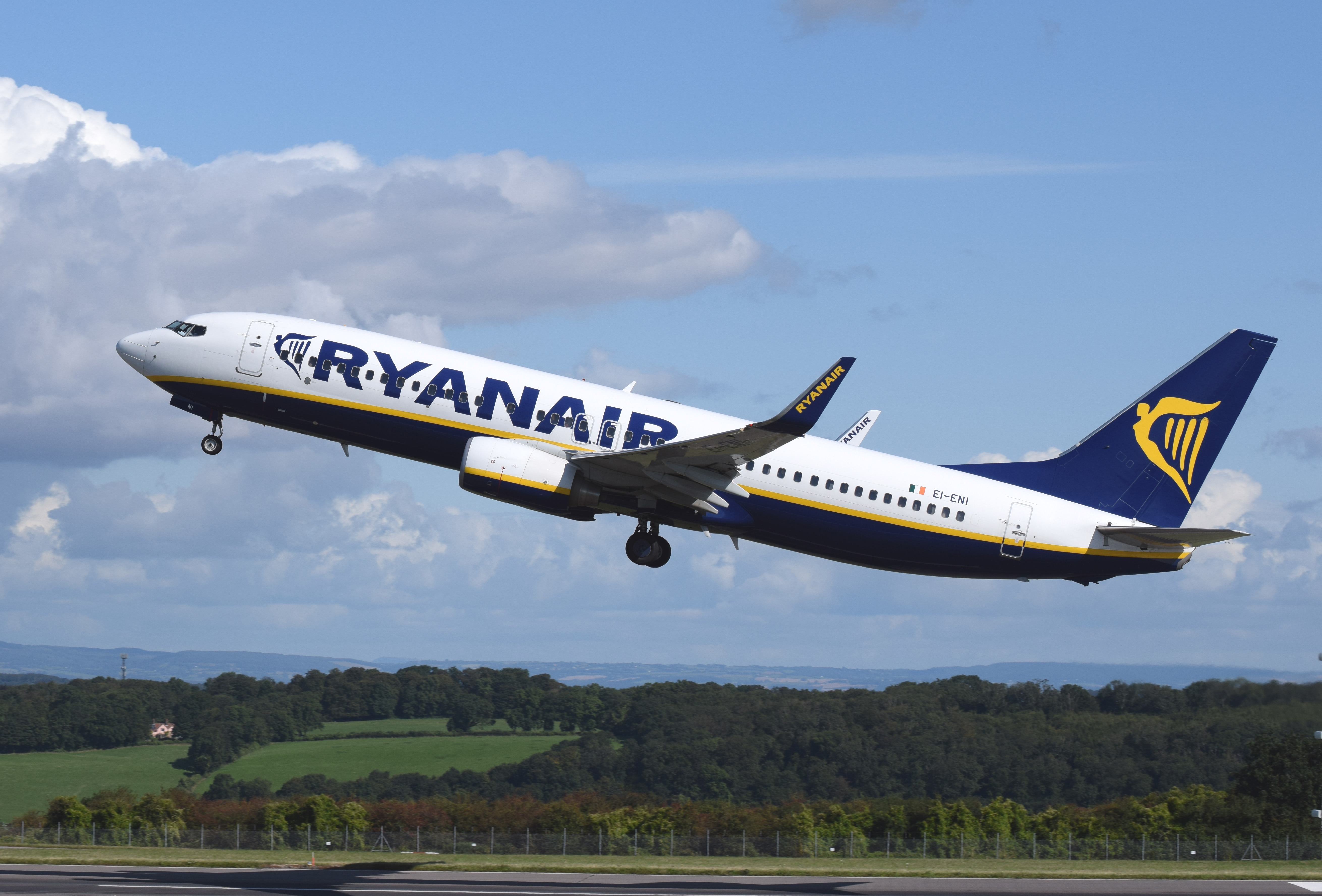
Boeing 737-800 startuje z lotniska w Bristolu

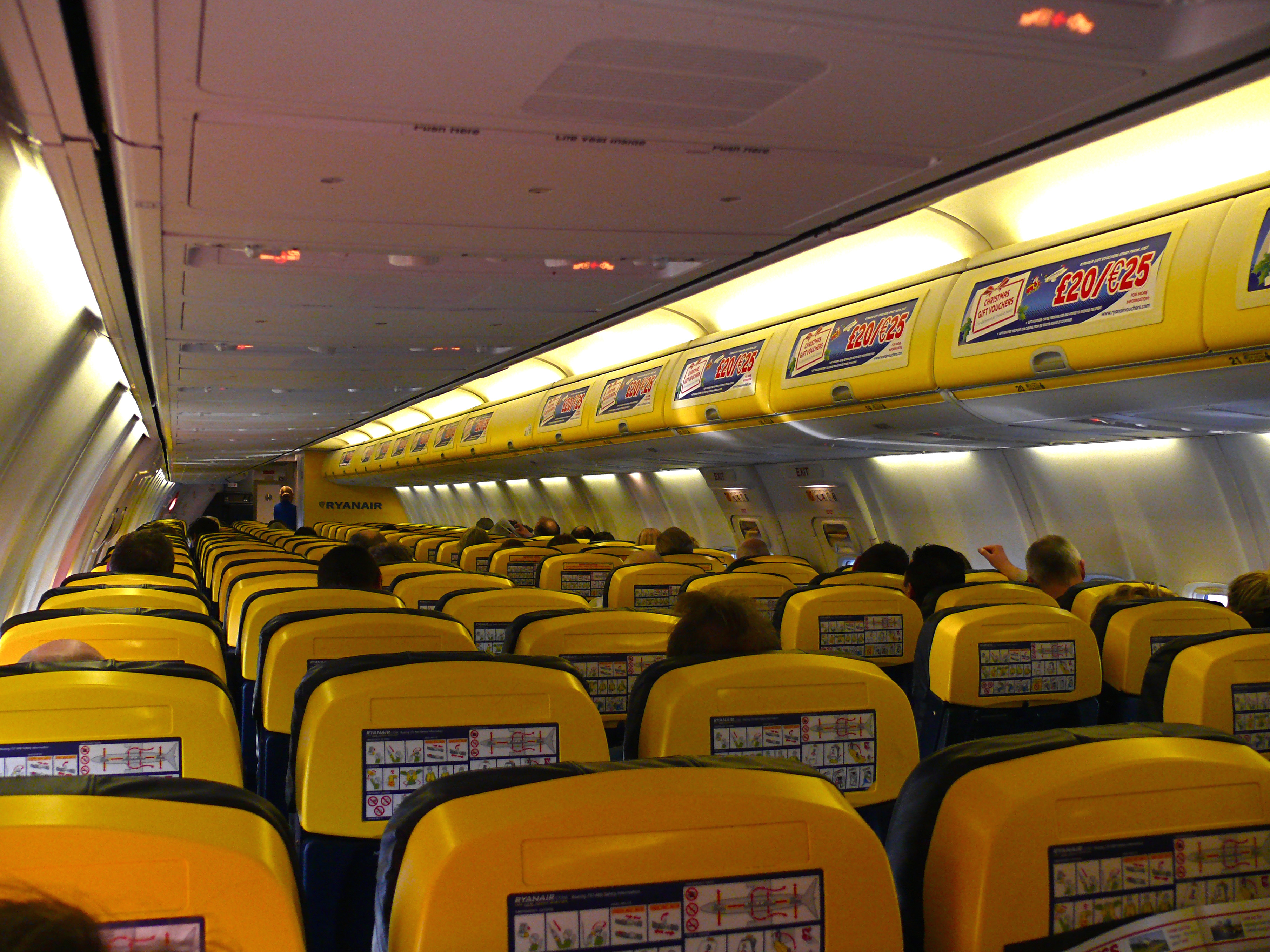
Kabina pasażerska Boeinga 737-800

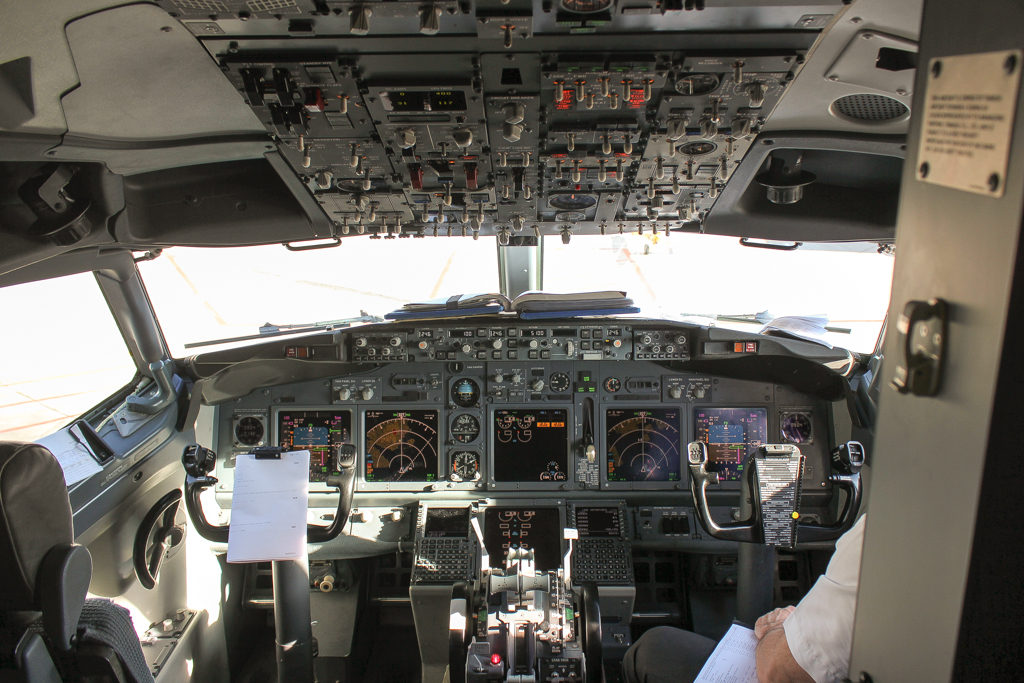
Kabina pilotów Boeinga 737-800

Spółka została założona w 1985 przez Tony’ego Ryana i jego dzieci. Pierwsze połączenie z irlandzkiego miasta Waterford do portu lotniczego Londyn-Gatwick zostało uruchomione w lipcu 1985. W 2012 Ryanair przewoził pasażerów na trasach w 25 państwach Europy oraz Izraelu, Cyprze i Maroku. W 1985 przewiozły 5 tysięcy pasażerów, w 1986 – 82 tys. pasażerów, w 2005 27,6 mln pasażerów, w 2012 – 79,6 mln pasażerów, a w 2014 - 90,6 mln pasażerów.
W 2018 Ryanair uruchomił w Polsce linie czarterowe Ryanair Sun. Pierwszy lot odbył się 26 kwietnia 2018, z Poznania do Zakintos.

## Ryanair Holding
Poza główną irlandzką linią lotniczą Ryanair, według stanu na maj 2025, w skład holdingu wchodziły jeszcze cztery mniejsze spółki. W skład floty całej grupy wchodzi 620 samolotów o średnim wieku 10 lat.
Ryanair Holdings Group:
- Buzz – linia lotnicza zarejestrowana w Polsce, założona w 2018 pod nazwą Ryanair Sun, flota składa się z 74 samolotów
- Lauda Europe – linia lotnicza zarejestrowana na Malcie, założona w 2020, flota składa się z 26 samolotów
- Malta Air – linia lotnicza zarejestrowana na Malcie, założona w 2019, flota składa się ze 179 samolotów
- Ryanair – główna linia lotnicza zarejestrowana w Irlandii, założona w 1985, flota składa się z 326 samolotów
- Ryanair UK – linia lotnicza zarejestrowana w Wielkiej Brytanii, założona w 1995, flota składa się ze 15 samolotów

Poza tym w przeszłości w skład grupy wchodziła następująca linia lotnicza:
- LaudaMotion – linia lotnicza zarejestrowana w Austrii, założona w 2018, zlikwidowana w 2020

## Miejsca docelowe
Według stanu na maj 2025 Ryanair obsługiwał bezpośrednie połączenia do 233 portów lotniczych w 37 krajach Europy, Bliskiego Wschodu i Afryki Północnej.

Kierunki Ryanaira

## Bazy
| Państwo         | Porty lotnicze | Liczba baz |
| --------------- | --- | ---------- |
| Austria         | Wiedeń (VIE) | 1          |
| Belgia          | Bruksela-Charleroi (CRL), Bruksela-Zaventem (BRU) | 2          |
| Chorwacja       | Zadar (ZAD) | 1          |
| Cypr            | Pafos (PFO) | 1          |
| Grecja          | Ateny (ATH), Chania (CHQ), Korfu (CFU), Saloniki (SKG), Kefalonia | 4          |
| Hiszpania       | Alicante (ALC), Barcelona-El Prat (BCN), Barcelona-Girona (GRO), Gran Canaria (LPA), Lanzarote (ACE), Madryt (MAD), Malaga (AGP), Palma de Mallorca (PMI), Sewilla (SVQ), Teneryfa-Południe (TFS), Walencja (VLC), Ibiza (IBZ), Santiago de Compostela (SCQ)                            | 13         |
| Holandia        | Eindhoven (EIN) | 1          |
| Irlandia        | Cork (ORK), Dublin (DUB), Shannon (SNN), | 3          |
| Litwa           | Kowno (KUN), Wilno (VNO) | 2          |
| Malta           | Malta (MLA) | 1          |
| Maroko          | Fez (FEZ), Marrakesz (RAK) | 2          |
| Niemcy          | Brema (BRE), Düsseldorf-Weeze (NRN), Frankfurt-Hahn (HHN), Karlsruhe/Baden-Baden (FKB), Kolonia/Bonn (CGN), Berlin (BER), Memmingen (FMM) | 7          |
| Polska          | Gdańsk (GDN), Katowice (KTW), Kraków (KRK), Warszawa-Modlin (WMI), Poznań (POZ), Wrocław (WRO) | 6          |
| Portugalia      | Faro (FAO), Lizbona (LIS), Porto (OPO), Ponta Delgada (PDL) | 4          |
| Szwecja         | Göteborg (GOT) | 1          |
| Węgry           | Budapeszt (BUD) | 1          |
| Wielka Brytania | Belfast (BFS), Birmingham (BHX), Bournemouth (BOH), Bristol (BRS), East Midlands (EMA), Edynburg (EDI), Glasgow (GLA), Glasgow-Prestwick (PIK), Leeds/Bradford (LBA), Liverpool (LPL), Londyn-Luton (LTN), Port lotniczy Londyn-Southend (SEN), Londyn-Stansted (STN), Manchester (MAN) | 14         |
| Włochy          | Alghero (AHO), Bari (BRI), Bolonia (BLQ), Brindisi (BDS), Cagliari (CAG), Katania (CTA), Lamezia Terme (SUF), Mediolan-Bergamo (BGY), Palermo (PMO), Pescara (PSR), Piza (PSA), Rzym-Ciampino (CIA), Rzym-Fiumicino (FCO), Trapani (TPS), Mediolan-Malpensa(MXP), Neapol (NAP)          | 16         |
| Czechy          | Praga (PRG) | 1          |
| Słowacja        | Bratysława (BTS) | 1          |
| Bułgaria        | Sofia (SOF) | 1          |
| Rumunia         | Bukareszt-Otopeni (OTP) | 1          |
|                 | | 82         |

## Ryanair w Polsce
W Polsce Ryanair obecny jest od marca 2005, a pierwszy lot odbył się 24 marca 2005 z wrocławskiego lotniska Strachowice do Londynu-Stansted. W marcu 2012 na wrocławskim lotnisku Ryanair zbazował jeden samolot typu Boeing 737-800. 12 grudnia 2012 Ryanair ogłosił również uruchomienie bazy w Krakowie.
W 2025 Ryanair oferował loty z następujących polskich portów lotniczych:

- Bydgoszcz (BZG)
- Gdańsk (GDN) (baza)
- Katowice (KTW) (baza)
- Kraków (KRK) (baza)
- Lublin (LUZ)
- Łódź (LCJ)
- Olsztyn-Mazury (SZY)
- Poznań (POZ) (baza)
- Rzeszów (RZE)
- Szczecin (SZZ)
- Warszawa-Chopin (WAW)
- Warszawa-Modlin (WMI) (baza)
- Wrocław (WRO) (baza)

## Flota
Według stanu na maj 2025 flota Ryanair składała się z 324 samolotów o średnim wieku 10,7 lat:
| Samolot            | Samolot | Samolot   | Liczba miejsc | Uwagi |
| Model              | Aktywne | Zamówione | Liczba miejsc | Uwagi |
| ------------------ | ------- | --------- | ------------- | ----- |
| Boeing 737-800     | 205     | -         | 189           |       |
| Boeing 737 MAX 200 | 119     | -         | 197           |       |
| Boeing 737-700     | 1       |           | -             |       |
| Łącznie            | 324     | 0         |               |       |

## Wycofana flota
| Typ                    | Początek użytkowania | Koniec użytkowania |
| ---------------------- | -------------------- | ------------------ |
| Embraer EMB110         | 1985                 | 1989               |
| Hawker siddeley HS 748 | 1986                 | 1989               |
| BAC One Eleven         | 1987                 | 1994               |
| ATR 42                 | 1989                 | 1991               |
| Boeing 737-200         | 1994                 | 2005               |
| Boeing 737-300         | 2003                 | 2004               |